# Altdorf (Böblingen)
 For alternative betydninger, se Altdorf (flertydig). (Se også artikler, som begynder med Altdorf)
Altdorf er en kommune i Landkreis Böblingen i den tyske delstat Baden-Württemberg.

## Geografi
Altdorf ligger i landskabet Schönbuchlichtung, 9 km syd for Böblingen i den nordlige udkant af Naturpark Schönbuch. I Altdorf har den lille flod Würm sit udspring.

### Inddeling
Ud over Altdorf ligger i kommunen Altdorfer Mühle og landsbyen Eschach.

## Historie
Altdorf nævnes første gang i 1204 i en bekendtgørelse fra Pave Innocens 3. som Alcdorf. På den tid hørte kommunen til Pfalzgrafschaft Tübingen, men blev efterhånden ved gaver og handel overtaget af Kloster Bebenhausen. Ved slutningen af det 14. århundrede var klosteret både kirkeherre og grundejer for området. Efter reformationen blev Altdorf protestantisk.
- Den pietistiske teolog Johann Michael Hahn, (2. Februar 1758 – 20. januar 1819) er født i byen.